# آندره دویه
آندره دویه (انگلیسی: André Doye; ۱۵ سپتامبر ۱۹۲۴ – ۲۹ نوامبر ۱۹۸۱) بازیکن فوتبال اهل فرانسه بود.
از باشگاه‌هایی که در آن بازی کرده‌است می‌توان به باشگاه فوتبال بوردو، باشگاه فوتبال لانس، و باشگاه فوتبال تولوز اشاره کرد.
وی همچنین در تیم ملی فوتبال فرانسه بازی کرده‌است.